# 3305 Ceadams
A 3305 Ceadams (ideiglenes jelöléssel 1985 KB) a Naprendszer kisbolygóövében található aszteroida. Alan C. Gilmore,  Pamela M. Kilmartin fedezte fel 1985. május 21-én.